# Soera De Partijscharen
Soera De Partijscharen of Soera De Bondgenoten is een soera van de Koran.
De soera is vernoemd naar de 20e aya waar gesproken wordt over groepen joden en ongelovige Mekkanen. Het eerste gedeelte van de soera gaat over de twijfel bij strijd. Ook geeft het aan dat een groep mensen van het Boek is gedood. Het vervolgt met onder andere met welke vrouw getrouwd mag worden. Het gaat concreet in op het huwelijk van Mohammed en Zaynab bint Jahsh. Ook geeft het aan dat Allah een laaiend vuur heeft voorbereid voor ongelovigen en hen heeft vervloekt.

## Inhoud
De vrouwen van Mohammed worden moeders van de gelovigen genoemd op basis van aya 6.
In aya 21 wordt Mohammed een goed voorbeeld voor de gelovigen genoemd.
Aya 9-25 hebben betrekking op de Slag bij de Gracht in april 627, waarbij Mekkanen de stad Medina belegerden. Aya 26 en 27 hebben betrekking op de joodse stam Banu Qurayza. Deze stam werd belegerd na afloop van de Slag bij de Gracht en vervolgens werden alle volwassen mannen gedood.
Ayat 4, 5 en 37 hebben betrekking op Mohammeds huwelijk met Zaynab bint Jahsh. Zij was aanvankelijk getrouwd met Zayd ibn Haritha al-Kalbi, Mohammeds geadopteerde zoon. Er vond een incident plaats waarbij Mohammed een ontmoeting had met Zaynab terwijl Zayd niet thuis was. Zayd was in de veronderstelling dat Mohammed een oogje op Zaynab had en stelde voor van haar te scheiden zodat Mohammed met haar kon trouwen. Hoewel dit van Mohammed niet hoefde, scheidde hij toch van haar. In de pre-islamitisch periode werd het huwelijk tussen een man en de voormalige echtgenote van zijn geadopteerde zoon afgekeurd. Een geadopteerde zoon werd als een ware zoon gezien waardoor het als incest werd gezien met diens voormalige echtgenote te trouwen. Aya 37 verdedigt dit huwelijk door te stellen dat Allah Mohammed met Zaynab liet trouwen zodat de gelovigen zouden weten dat het toegestaan is met de ex-vrouw van je geadopteerde zoon te trouwen. In ayat 4 en 5 wordt adoptie echter afgeschaft waardoor een incident als dit zich niet meer zal voordoen.
In ayat 30 en 31 wordt vermeld dat de vrouwen van Mohammed een dubbele straf krijgen voor wangedrag en een dubbele beloning krijgen voor het gehoorzamen van Allah en Mohammed en het doen van goede daden.
Ayat 50 en 51 geven Mohammed speciale privileges met betrekking tot het huwen van vrouwen. Zo wordt het Mohammed toegestaan te trouwen met iedere vrouw die zich aan hem geeft zonder een bruidsschat te hoeven betalen. 
Aya 53 gebiedt gelovigen niet zonder toestemming naar Mohammeds huis te komen, niet te vroeg te komen als ze worden uitgenodigd voor een maaltijd en weg te gaan na gegeten te hebben zonder te blijven praten. Er werd een huwelijksbanket georganiseerd bij de bruiloft van Mohammed en Zaynab. Na afloop van de maaltijd bleven drie personen in Mohammeds huis met elkaar praten. Vervolgens zou dit vers geopenbaard zijn. Aya 53 verbiedt tevens gelovigen met Mohammeds vrouwen te trouwen na zijn dood.
Aya 56 roept op zegeningen te geven over de profeet, over Mohammed. Moslims doen dit doorgaans met het sallallahu alaihi wa sallam zeggen na het horen of noemen van zijn naam.